# 埃吉迪尤斯·莫克維丘斯
埃吉迪尤斯·莫克維丘斯（1992年9月1日—）為立陶宛男子籃球運動員，場上位置為中鋒，最後效力於台灣職業籃球大聯盟桃園台啤永豐雲豹。

## 職業生涯
在2016年NBA選秀中落選後，莫克維丘斯加盟布魯克林籃網參加2016年NBA夏季聯賽。2016年8月5日，他與籃網隊簽約，但參加一場季前賽後於10月18日被釋出。11月1日，他被NBA G聯盟長島籃網隊收入成為籃網隊一員。
2018年7月25日，莫克維丘斯與義大利籃球甲級聯賽維多利亞自由簽下1年合約。
2019年8月7日，莫克維丘斯與西班牙籃球甲級聯賽豐拉夫拉達簽下2年合約。
2022年3月1日，莫克維丘斯加盟法國籃球甲級聯賽普羅旺斯福斯。
2023年10月27日，莫克維丘斯重返義大利籃球甲級聯賽第二次加盟維多利亞自由。
2024年2月21日，莫克維丘斯加盟T1聯盟臺南台鋼獵鷹，中文登錄名為「鷹吉」。8月15日，坎昆熱火簽下莫克維丘斯。12月21日，莫克維丘斯加盟台灣職業籃球大聯盟桃園台啤永豐雲豹，中文登錄名為「艾吉」。
2025年8月12日，桃園台啤永豐雲豹宣布與莫克維丘斯合約期滿不續約。

## 國家隊生涯
莫克維丘斯代表立陶宛在2007年歐洲青少年奧林匹克運動會（U-15）、2010年歐洲U-18、2011年世界U-19和2012年歐洲U-20獲得四面金牌。2018年他代表立陶宛征戰2019年世界盃籃球賽歐洲區資格賽。

## 外部連結
- 埃吉迪尤斯·莫克維丘斯的Facebook專頁
- 埃吉迪尤斯·莫克維丘斯的Instagram帳戶
- 埃吉迪尤斯·莫克維丘斯的X（前Twitter）
- 埃吉迪尤斯·莫克維丘斯在fiba.basketball（英语）
- 埃吉迪尤斯·莫克維丘斯在archive.fiba.com（存檔）（英语）
- 埃吉迪尤斯·莫克維丘斯在NBA G聯盟官網（英语）
- 埃吉迪尤斯·莫克維丘斯在歐洲籃球聯賽官網（英语）
- 埃吉迪尤斯·莫克維丘斯在西班牙篮球甲级联赛官網（球員）（西班牙语）
- 埃吉迪尤斯·莫克維丘斯在法國籃球甲級聯賽官網（法语）
- 埃吉迪尤斯·莫克維丘斯在意大利篮球甲级联赛官網（意大利语）
- 埃吉迪尤斯·莫克維丘斯在立陶宛籃球聯賽官網（英语）
- 埃吉迪尤斯·莫克維丘斯在台灣職業籃球大聯盟官網
- 埃吉迪尤斯·莫克維丘斯在Basketball-Reference.com（NBA）（英语）
- 埃吉迪尤斯·莫克維丘斯在Basketball-Reference.com（NBA G聯盟）（英语）
- 埃吉迪尤斯·莫克維丘斯在Basketball-Reference.com（國際）（英语）
- 埃吉迪尤斯·莫克維丘斯在Sports-Reference.com（NCAA）（英语）
- 埃吉迪尤斯·莫克維丘斯在ESPN（NBA）（英语）
- 埃吉迪尤斯·莫克維丘斯在Eurobasket.com（球員）（英语）
- 埃吉迪尤斯·莫克維丘斯在Proballers（英语）
- 埃吉迪尤斯·莫克維丘斯在RealGM（球員）（英语）
- 埃吉迪尤斯·莫克維丘斯在Flashscore（英语）